# Bytowa (Fluss)
Die Bytowa (kaschub. Bëtowa, deutsch Bütow) ist ein 22,6 Kilometer langer Nebenfluss des Küstenflusses Słupia in Hinterpommern.
Die Bytowa wird von den Ausflüssen eines Konglomerats kleiner Seen gespeist, das sich südlich der Stadt Bytów in Hinterpommern befindet. Sie fließt westlich am Schlossberg von Bytów vorbei in Richtung Norden und mündet nahe Krosnowo in die Słupia. Diese ihrerseits fließt bei Ustka in die Ostsee. Im 19. Jahrhundert trieb die Bytowa nacheinander die Barwinkelmühle, die Jungfernmühle und die Schlossmühle von Bytów an.